# Hugo Fernández Faingold
Hugo Fernández Faingold (Montevideo, 1 de marzo de 1947-Maldonado, 22 de mayo de 2025) fue un político, embajador y licenciado uruguayo, que fue el 12.° Vicepresidente de Uruguay entre 1998 y 2000.

## Biografía
Nació en Montevideo y cursó estudios en el país y en el exterior. Hijo mayor de Julia Faingold y Hugo Fernández Artucio.
Perteneciente al Partido Colorado, en 1985 fue designado por el presidente Julio María Sanguinetti Ministro de Trabajo, cargo que ocupó durante cuatro años, hasta 1989.
Ese año, cuando Jorge Batlle derrotó en las elecciones internas de la Lista 15 a Enrique Tarigo, Vicepresidente y delfín político de Sanguinetti, Fernández Faingold presentó su propia candidatura presidencial, alineada con el presidente saliente, obteniendo una votación muy reducida en la elección celebrada el 26 de noviembre de 1989.
En 1994 fue elegido senador por el Foro Batllista, como segundo senador de dicho sector. Desempeñó ese cargo hasta 1998, cuando debió asumir la Vicepresidencia de la República ante el fallecimiento de su titular, Hugo Batalla, acaecido en octubre de ese año.
En ese mismo 1998, compitió en una elección interna del Foro Batllista para elegir al precandidato presidencial del sector para las internas de abril de 1999, siendo derrotado por Luis Hierro López.
En 1999 resultó elegido senador por el Foro Batllista, pero renunció a la banca en 2000, tras ocuparla durante pocas semanas, para asumir como embajador uruguayo en Estados Unidos, cargo que ocupó hasta 2005.